# Мъскийт
Мъскийт (на английски: Mesquite) е град в окръг Кларк, щата Невада, САЩ. Мъскийт е с население от 19 939 жители (2008) и обща площ от 40,5 km². Намира се на 488 m надморска височина. ЗИП кодът му е 89024, 89027, 89034, а телефонният му код е 702.